# Bedřich Kazimír Kettler
Bedřich II. Kazimír Kettler (německý: Friedrich II. Kasimir Kettler; 6. července 1650, Jelgava – 22. ledna 1698 tamtéž) byl v letech 1682-1698 předposlední vládnoucí vévoda Kuronsko-zemgalského vévodství z dynastie Kettlerů.

## Životopis
Bedřich Kazimír Kettler byl synem vévody Jakuba Kettlera a jeho manželky Louisy Šarloty Braniborské.

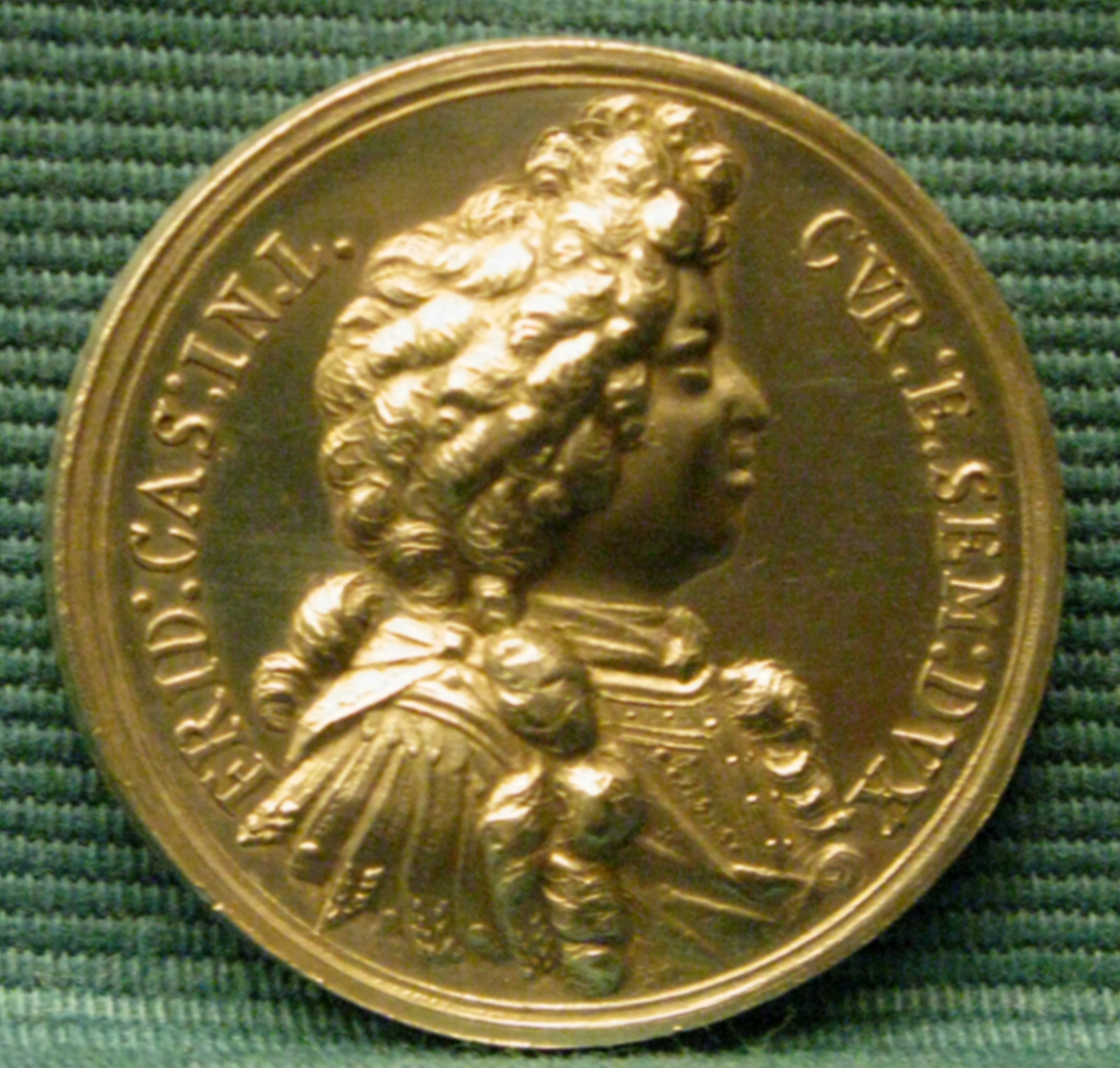
Mince s obrazem Bedřicha Kazimíra

Původně sloužil jako plukovník kuronského jezdeckého pluku v Nizozemí a účastnil se Francouzsko-nizozemské války proti francouzskému králi Ludvíkovi XIV. Po smrti svého otce v roce 1682 převzal vládu vévodství. Zatímco Jakub Kettler přivedl svou zemi k hospodářskému a politickému rozmachu, Bedřich Kazimír měl tendenci být navenek pompézní, než aby zemi trvale upevňoval rozšiřováním vojenské síly. Měl nákladný dvůr, kvůli jehož financování byla prodána kolonie Tobago Britům.
Bedřich Kettler zemřel v roce 1698, krátce před vypuknutím třetí severní války. Zanechal po sobě nezletilého syna. Po něm se Kuronské vévodství, které nedokázalo čelit různým nepřátelským akcím a územním ambicím sousedních států, ocitlo uvnitř sopupeření mocností, a nakonec připadlo pod ruskou nadvládu sňatkem posledního vévody Bedřicha Viléma s pozdější carevnou Annou Ivanovnou. Carevna Anna přinutila Kuronsko po smrti posledního potomka z dynastie Kettlerů Ferdinanda Kettlera v roce 1737, aby si jako vévodu zvolilo jejího oblíbence Arnošta Johanna von Birona.

## Manželství a potomci
Bedřich Kazimír Kettler byl dvakrát ženatý. Z prvního manželství s hraběnkou Žofií Amálií Nasavsko-Siegenskou (* 10. leden 1650, † 25. prosince 1688) se narodily tyto děti:
- Bedřich (1682–1683)
- Marie Dorothea (1684–1743) – vdala se v roce 1703 za markraběte Albrechta Fridricha Brandenbursko-Schwedtského
- Eleonora Charlotta (1686–1748) – vdala se v roce 1714 za vévodu Arnošta Ferdinanda Brunšvicko-Bevern
- Amalie Luisa (1687–1750) – vdala se v roce 1708 za knížete Bedřicha Viléma Adolfa Nasavsko-Siegenského
- Kristýna Žofie (1688–1694)

V roce 1691 se oženil podruhé s Alžbětou Žofii Braniborskou (1674–1748), dcerou velkého kurfiřta Bedřicha Viléma Braniborského.
- Bedřich Vilém Kettler (1692–1711), kuronský vévoda
- Leopold Karel (1693–1697)[7]